# Петров, Иван Матвеевич (генерал)
Иван Матвеевич Петров (1779—1835) — генерал-майор русской императорской армии, участник войн против Наполеона.

## Биография
Происходил из дворян Воронежской губернии, родился в 1779 году.
Начал службу, вместе с братом Михаилом, сержантом в Смоленском мушкетерском полку в 1797 году. С 1798 года был переведён прапорщиком в Псковский гарнизонный батальон.
В 1799 году он был в Швейцарском походе, а по возвращении с 1802 до 1806 года служил в Елецком пехотном полку. Принимал участие в кампании 1807 года в Восточной Пруссии и за отличие в сражении при Прейсиш-Эйлау был награждён особым золотым знаком.
30 января 1808 года был с чином майора переведён в Гренадерский графа Аракчеева полк, с которым принимал участие в делах против французов во время Отечественной войны 1812 года и Заграничных кампаний 1813—1814 годов.
В 1812 году за отличие в бою на Шевардинском редуте был награждён орденом Св. Владимира 4-й степени, в 1813 году за Люценский бой получил прусский орден «Pour le Mérite», за сражение у деревни Кенигсварт получил бант к ордену Св. Владимира 4-й степени, 15 сентября 1813 года получил орден Св. Анны 2-й степени. После этого Петров блестяще проявил себя в Битве народов под Лейпцигом, за что 17 сентября 1814 года был пожалован золотой шпагой с надписью «За храбрость». Кроме того, 1 июня 1813 года за отличие в боях он был произведён в подполковники, а 18 августа за сражение при Кульме — в полковники. В 1814 году Петров был при взятии Парижа, за что получил орден св. Владимира 3-й степени.
11 декабря 1818 года Петров был назначен командиром Гренадерского графа Аракчеева полка. Произведённый 19 марта 1820 года в генерал-майоры тяжелой инфантерии, Петров был назначен командиром 2-й поселённой бригады 2-й пехотной дивизии и в 1822 году получил орден св. Анны 1-й степени. Затем он был бригадным начальником в 1-й гренадерской дивизии, 22 августа 1826 года получил алмазные знаки к ордену св. Анны 1-й степени и в 1828 году был на той же должности.
Дальнейшие сведения о его жизни не выяснены, известно только что он умер 23 апреля (5 мая) 1835 года.
Среди прочих наград Петров имел орден св. Георгия 4-й степени (№ 3445 по кавалерскому списку Григоровича — Степанова), пожалованный ему 26 ноября 1819 года за беспорочную выслугу.
Его брат Михаил был полковником и за отличие в Бородинском сражении награждён орденом св. Георгия 4-й степени.

## Память
В 2011 году в микрорайоне Шилово в Воронеже одна из улиц была названа улицей братьев Петровых в честь И. М. Петрова и его брата М. М. Петрова.